# 西姆蓋·阿克茲
西姆蓋·阿克茲（土耳其語：Simge Şebnem Aköz，1991年4月23日—），土耳其女子排球運動員，司職自由人。現時效力於土超豪門球隊伊薩奇巴希女排俱樂部。
阿克茲在2017年開始成為土耳其國家女子排球隊一員。她代表土耳其在出戰2018年世界女排聯賽及2019年歐洲女子排球錦標賽奪得銀牌。阿克茲在2019年歐洲女子排球錦標賽中表現出色，並首度在歐洲賽事上獲得最佳自由人。

## 獎項

### 个人荣誉
- 2019年歐洲女子排球錦標賽：最佳自由人

### 俱樂部
- 2017-18赛季土耳其女排超級聯賽： - 銀牌（伊薩奇巴希女排俱樂部）
- 2018年土耳其冠軍杯： - 金牌（伊薩奇巴希女排俱樂部）
- 2018年土耳其杯： - 金牌（伊薩奇巴希女排俱樂部）
- 2018-19赛季土耳其女排超級聯賽： - 銀牌（伊薩奇巴希女排俱樂部）

### 國家隊
- 2017年歐洲女子排球錦標賽： - 銅牌
- 2018年世界女排聯賽： - 銀牌
- 2019年歐洲女子排球錦標賽： - 銀牌

| 獎項                      | 獎項                                | 獎項      |
| ------------------------- | ----------------------------------- | --------- |
| 前任： Valeriya Mammadova | 2019年歐洲女子排球錦標賽 最佳自由人 | 繼任： － |